# Online Self Assessment
Mit dem Begriff Online Self Assessment (OSA) werden im Hochschulsektor internetbasierte Studienorientierungsangebote bezeichnet, die eine Selbsteinschätzung der Eignung für ein Studium oder der Übereinstimmung mit Interessen und Erwartungen ermöglichen – ohne dass Dritte vermittelnd tätig sein müssen (etwa Studienberater). Es ist eine Spezialform des Online-Assessments, welche die Kandidaten selbst bearbeiten und die Ergebnisse direkt erhalten und interpretieren.

## Merkmale
Interessierte Personen testen sich hier über das Internet selbst (eigenverantwortlich und fachpsychologisch unkontrolliert). Die verwendeten psychologisch-diagnostischen Verfahren weichen mit ihren konkreten Fragen bzw. Aufgaben von denjenigen ab, die in der fachpsychologischen Fallbehandlung eingesetzt werden, um deren zu schnellen Verschleiß (d. h. das Bekanntwerden von Items in der betreffenden Population) zu vermeiden.
Ein wesentliches Merkmal ist, dass sie über die Darstellung von Studieninformationen hinaus interaktive Elemente enthalten. Diese können sowohl psychologisch-diagnostische Komponenten umfassen, die den Teilnehmern eine Rückmeldung hinsichtlich der persönlichen Passung zu einem speziellen Bildungsangebot/Studienprogramm geben, als auch simulative Komponenten und Arbeitsproben, die eine möglichst realistische Vorschau (ähnlich dem Konzept des realistic job preview) auf das Studium und dessen Anforderungen ermöglichen.
Neben traditionellen textbasierten Studieninformationen können OSAs auch Medienelemente integrieren. Dazu gehören beispielsweise virtuelle Campustouren oder Interviews mit Studenten und Alumni.
Anonymität und Freiwilligkeit sind zwei wichtige Bedingungen für die Aussagefähigkeit. Werden Persönlichkeitseigenarten, Interessen und andere „Soft Skills“ einbezogen, ist eine ehrliche Beantwortung notwendig (keine nach der „Sozialen Erwünschtheit“). Bleiben die Teilnehmer anonym und ist keine Benutzung für Zulassungsentscheidungen in NC-Fächern zu befürchten, kann dies am ehesten erfolgen. Einige Universitäten verlangen die Teilnahme (und vergeben dann einen Teilnahmebeleg). Hierbei ist kritisch zu prüfen, ob ein entsprechendes Codierungssystem dieser Belege die Anonymität noch gewährleistet. Es gibt Hinweise, dass die Ergebnisse einer „Pflichtteilnahme“ sich von derjenigen einer freiwilligen Teilnahme deutlich unterscheiden: bei ersterer sind die Beziehungen zu externen Kriterien (z. B. Schulleistungen) deutlich niedriger und die Antworten wohl zufälliger gewählt.
Die gewonnenen Testwerte sind nur bei instruktionskonformer Testdurchführung aussagekräftig; im Rahmen der Studienberatung liegt dementsprechend beim Nutzer die Verantwortung, die psychologisch-diagnostischen Verfahren instruktionsgemäß durchzuführen.
Die resultierenden Testwerte werden semi-individuell interpretiert: Die Interpretationen einer überschaubaren Anzahl von Kombinationen möglicher Testwertklassen wurden im Vorfeld vorbereitet, um eine dem jeweiligen Testprofil am besten entsprechende Rückmeldung (eventuell auch mit Maßnahmenvorschlägen) zu geben. D.h., Bewerber werden in Bezug auf den angestrebten Studienplatz über ihre Stärken und Schwächen informiert; es wird jedoch keine Empfehlung zu einer Entscheidung gegeben, sondern allenfalls nur Vorschläge unterbreitet, wie und mit welchem Aufwand den festgestellten Schwächen (kompensatorisch) zu begegnen ist.

## Zwecke
Online Self Assessments stehen, genauso wie Instrumente des Personalrecruitments im betrieblichen Kontext auch, in einem Spannungsfeld zwischen Marketing und (Selbst)-Selektion: Passende Bewerber sollen durch die OSAs zu einer Bewerbung ermutigt werden. Weniger gut passende Bewerber sollen dies erkennen können und von einer Bewerbung absehen. Gleichzeitig sollen die Studieninteressierten dabei unterstützt werden, realistische Erwartungen von einem bestimmten Studiengang zu entwickeln (Beratungs- und Orientierungsfunktion). Im psychologisch-diagnostischen Sinn erfüllen OSAs somit Funktionen von Status- und Modifikationsdiagnostik, wobei sich zwischen den Online Self Assessments der einzelnen Hochschulen deutliche Unterschiede in ihrem Schwerpunkt zeigen.
In der Medizin ist die Lage etwas anders: Hier gibt es einen deutlichen Bewerberüberschuss. Da Medizinstudienplätze sehr teuer sind, will man die Abbrecherquote während des Studiums senken, indem die Personen von einer Bewerbung Abstand nehmen, die falsche Erwartungen bezüglich Studium und Beruf haben oder über die reine Leistungsfähigkeit hinaus (die durch Abiturdurchschnitte oder Studierfähigkeitstests berücksichtigt wird) nicht über entsprechende „Soft Skills“ (Neigungen und Interessen, studienrelevante Persönlichkeitsmerkmale) verfügen und die Unzufriedenheit erst während des Studiums feststellen.
Da es sich dabei um eine „berufsbezogene Eignungsbeurteilung“ handelt, müssen die zutreffenden Teile der DIN 33430 beachtet werden. Ein wesentlicher Unterschied ist, dass es keinen Direktkontakt zum Auftragnehmer (als Durchführenden der Eignungsbeurteilung) gibt.

## OSA und Studienberatung
In der aktuellen Debatte wird häufig die Abgrenzung von Online Self Assessments zur Zentralen- oder fachspezifischen Studienberatung thematisiert. Im Sinne eines „Blended“-Ansatzes stehen diese beiden Orientierungsansätze dabei nicht konkurrierend gegenüber, sondern ergänzen einander.
Es liegen bisher nur wenige aussagefähige Evaluationen der OSA vor. Ein Grund ist die notwendige Anonymität: Es können nur sehr erschwert Vorhersagewerte von realen Studienergebnissen ermittelt werden. Insofern ist man auf die Angaben der Teilnehmer über frühere (schulische) Leistungen und die Einschätzung der Nützlichkeit des OSA angewiesen.

## Vorteile
- Für die Institution: Ressourcenersparnis (Raum-, Zeit-, Personalersparnis; Entwicklungs- und Wartungskosten können mit anderen Institutionen geteilt werden)
- Für die Bewerber: wenig Aufwand, keine Abhängigkeit von verfügbaren Personal seitens der Institution, anonym, freiwillig, kostenfrei
- Inhaltlich: auch Persönlichkeitsfragebogen können zum Einsatz kommen, da es im Interesse des Bewerbers liegt, schlüssige Testergebnisse zu erhalten und somit eine (beabsichtigte) Verfälschung in der Regel nicht erwartet wird.[1]